# Малий Седяк
Малий Седя́к (рос. Малый Седяк, башк. Бәләкәй Сиҙәк) — присілок у складі Біжбуляцького району Башкортостану, Росія. Входить до складу Зіріклинської сільської ради.
Населення — 505 осіб (2010; 535 в 2002).
Національний склад:
- чуваші — 87 %